# Sharon Cuneta
Sharon Cuneta (Pasay, 6 januari 1966) is een Filipijns zangeres, actrice en tv-presentatrice. Cuneta is een van de grote namen in de Filipijnse showbusiness en wordt wel de The Megastar of Philippine Entertainment genoemd. Andere bijnamen die ze heeft zijn "Mega" en "Shawie".

## Biografie
Sharon Cuneta werd geboren op 6 januari 1989 in Pasay in Metro Manilla. Haar ouders zijn Elaine Gamboa en Pablo Cuneta, voormalig burgemeester van Pasay.
Cuneta begon haar showbusiness-carrière al op jonge leeftijd. Op 12-jarige leeftijd stond ze met haar eerste single Mr. D.J. in de Filipijnse hitlijsten. Ze verdiende er de bijnaam Mr. D.J.'s Pet mee en bracht tevens een album uit onder dezelfde naam. Vanaf 1979 was ze te zien in enkele Filipijnse tv-shows en op 15-jarige leeftijd speelde ze met Gabby Concepcion in haar eerste film Dear Heart. De film werd een groot succes en maakte van Cuneta een nog grotere landelijke bekendheid.
Voor haar rol als Myrna Sanchez in Dapat ka bang mahalin? (1984) won ze een FAMAS Award voor beste actrice, haar eerste belangrijke filmprijs. Later haar carrière won ze deze prijs nogmaals voor haar rol als Mariel in Madrasta (1996). Daarnaast was ze twaalfmaal genomineerd voor de FAMAS Award voor beste actrice.

## Privéleven
Sharon Cuneta trouwde op 23 september 1984 met acteur Gabby Concepcion. De bruiloft in de kathedraal van Manilla was een groot mediaspektakel, waarbij president Ferdinand Marcos en diverse hooggeplaatste katholieke geestelijken optraden als getuigen. Het paar kreeg een dochter, actrice en zangeres KC Concepcion. Drie jaar na de bruiloft scheidden Cuneta en haar echtgenoot echter en in 1993 werd het huwelijk nietig verklaard. In 1998 trouwde Cuneta met senator Francis Pangilinan. Zij hebben samen twee dochters en een geadopteerde zoon.

## Filmografie
- 2013 - Shake, Rattle & Roll 15
- 2009 - Mano Po 6: A Mother's Love
- 2009 - OMG (Oh, My Girl!)
- 2009 - BFF (Best Friends Forever)
- 2008 - Iskul Bukol: 20 years After
- 2008 - Caregiver
- 2006 - Penguin, Penguin, Paano Ka Ginawa?
- 2003 - Crying Ladies
- 2003 - Kung Ako Na Lang Sana
- 2003 - Walang Kapalit
- 2002 - Magkapatid
- 2001 - Pagdating Ng Panahon
- 1999 - Minsan, Minahal Kita
- 1997 - Nang Iniwan Mo Ako
- 1997 - Wala Nang Iibigin Pang Iba
- 1996 - Madrasta
- 1995 - The Lilian Velez Story
- 1995 - Minsan Pa (Kahit Konting Pagtingin 2)
- 1994 - Kapantay Ay Langit
- 1994 - Megamol
- 1993 - Di Na Natuto
- 1993 - Ikaw
- 1993 - Kung Kailangan Mo Ako
- 1992 - Ngayon At Kailanman
- 1992 - Pangako Sa 'Yo
- 1992 - Tayong Dalawa
- 1990 - Biktima
- 1991 - Kaputol Ng Isang Awit
- 1991 - Maging Sino Ka Man
- 1991 - Una Kang Naging Akin
- 1990 - Kahit konting pagtingin
- 1989 - Oras-Oras, Araw-Araw
- 1990 - Bakit Ikaw Pa Rin?
- 1989 - Babangon Ako't Dudurugin Kita
- 1989 - Kahit Wala Ka Na
- 1989 - Tatlong Mukha Ng Pag-ibig
- 1988 - Jack And Jill Sa Amerika
- 1988 - Buy One, Take One
- 1987 - Jack And Jill
- 1987 - Kung Aagawin Mo Ang Lahat Sa Akin
- 1987 - Pasan Ko Ang Daigdig
- 1987 - Walang Karugtong Ang Nakaraan
- 1986 - Captain Barbell
- 1986 - Nakagapos Na Puso
- 1986 - Sana'y Wala Nang Wakas
- 1985 - Bituing Walang Ningning
- 1985 - Kailan Sasabihing Mahal Kita?
- 1985 - Pati Ba Pintig Ng Puso?
- 1984 - Bukas Luluhod Ang Mga Tala
- 1984 - Dapat Ka Bang Mahalin?
- 1984 - Sa Hirap At Ginhawa
- 1983 - To Love Again
- 1983 - Friends In Love
- 1982 - Forgive And Forget
- 1982 - Cross My Heart
- 1982 - My Only Love
- 1981 - P.S. I Love You
- 1981 - Dear Heart

## Tv-programma's
- 1998 - 2004 en 2006 - 2010 Sharon, muzikaal praatprogramma op ABS-CBN-2
- 1998 - A Place Called Home, documentaire op ABS-CBN-2
- 1997 - The Sharon Cuneta Christmas Special - I'll Be Home For Christmas, op ABS-CBN-2
- 1986 - 1997 - The Sharon Cuneta Show - Musical Variety Show op ABS-CBN-2
- 1982 - 1983 - Okay, Sha!, Musical/Sitcom, op BBC-2
- 1979 - 1985 - Germspecial/GMA Supershow, Musical Variety Show with German Moreno op GMA-7
- 1979 - 1980 - C.U.T.E. Call Us Two for Entertainment, Musical Variety Show met Helen Gamboa op IBC-13

## Discografie

### Singles
- 1999 - If You Walked Away, duet met David Pomeranz
- 1980 - Mahal
- 1979 - Ewan, duet met Louie Ocampo
- 1979 - Santo Nino
- 1978 - Kahit Maputi Na Ang Buhok Ko
- 1978 - Mr. DJ
- 1978 - Tawag ng Pag-Ibig

### Albums
- 2009 - Musika at Pag-ibig
- 2009 - Children's Rhymes and Lullabies
- 2007 - Isn't It Romantic II
- 2006 - Isn't It Romantic
- 2005 - Sharon Silver Series Movie Theme Song
- 2005 - Sharon Cuneta 40th Anniversary
- 2005 - Paskong Nagdaan
- 2004 - Sharon Sings Duets
- 2004 - Sharon Sings Alcasid
- 2003 - Walang Kapalit and Other Songs by Rey Valera
- 2003 - The Mega Collection Double CD
- 2003 - Kung Ako Na Lang Sana -Soundtrack
- 2002 - Mega Collection Audio Visual Anthology
- 2002 - 25 Years, 25 Hits
- 2001 - Nothing I Want More
- 2001 - All I Ever Want
- 1999 - When I Love
- 1999 - Sharon at 20
- 1997 - Mega Up-Close: The Live Album
- 1996 - The Other Side of Me
- 1994 - The Best of Sharon Cuneta
- 1994 - Sinasamba Kita - Special Collector's Edition
- 1994 - Sharon Sings Duets
- 1994 - Sana'y Wala Nang Wakas - Special Collector's Edition
- 1994 - Megamol Soundtrack
- 1994 - Kapantay Ay Langit
- 1992 - Si Sharon at Si Canseco
- 1992 - Ikaw at Ako
- 1991 - The Sharon Cuneta Christmas Album
- 1991 - Sharon Sings Valera
- 1991 - Movie Theme Songs
- 1991 - Maging Sino Ka Man
- 1991 - Kaputol Ng Isang Awit
- 1990 - For Broken Hearts Only
- 1985 - Sana'y Wala Nang Wakas
- 1983 - Sharon and Love
- 1982 - Sixteen
- 1982 - P.S. I Love You
- 1981 - High School
- 1980 - Sharon Cuneta
- 1978 - Sharon
- 1978 - DJ's Pet